# Powiat pleszewski
Powiat pleszewski – powiat w Polsce (województwo wielkopolskie), utworzony w 1999 roku w ramach reformy administracyjnej. Jego siedzibą jest miasto Pleszew.
Według danych z 31 grudnia 2019 roku powiat zamieszkiwało 63 014 osób. Natomiast według danych z 30 czerwca 2020 roku powiat zamieszkiwały 62 962 osoby.

## Gminy powiatu
| Gmina                   | Powierzchnia (2017) | Ludność (2017) |
| ----------------------- | ------------------- | -------------- |
| Chocz (w tym miasto)    | 73,63 km²           | 4770           |
| Czermin                 | 98,09 km²           | 4917           |
| Dobrzyca (w tym miasto) | 116,71 km²          | 8260           |
| Gizałki                 | 108,43 km²          | 4652           |
| Gołuchów                | 135,88 km²          | 10543          |
| Pleszew (w tym miasto)  | 180,33 km²          | 30070          |
| Razem                   | 713,07 km²          | 63212          |

## Historia
Powiat pleszewski został utworzony 1 stycznia 1818 roku na podstawie rozporządzenia króla pruskiego Fryderyka Wilhelma III.
W okresie międzywojennym powiat pleszewski funkcjonował w latach 1919–1932.
W Polskiej Rzeczypospolitej Ludowej powiat pleszewski utworzono ponownie 1 stycznia 1956 roku w województwie poznańskim, czyli 15 miesięcy po wprowadzeniu gromad w miejsce dotychczasowych gmin (29 września 1954) jako podstawowych jednostek administracyjnych PRL. Na powiat pleszewski złożyły się 1 miasto i 22 gromady, które wyłączono z czterech ościennych powiatów w tymże województwie:
- z powiatu jarocińskiego
  - miasto Pleszew
  - gromady Broniszewice, Bronów, Czermin, Dobranadzieja, Gołuchów, Kowalew, Kucharki, Kuczków, Taczanów II, Tomice, Tursko, Wieczyn, Wronów i Zawidowice
- z powiatu kaliskiego
  - gromady Chocz, Kwileń i Kuźnia
- z powiatu konińskiego
  - gromada Białobłoty
- z powiatu krotoszyńskiego
  - gromady Dobrzyca, Koźminiec, Sośnica i Trzebin

1 stycznia 1973 roku zniesiono gromady i osiedla, a w ich miejsce reaktywowano gminy. Powiat pleszewski podzielono na 1 miasto i 6 gmin:
- miasto Pleszew
- gminy Chocz, Czermin, Dobrzyca, Gizałki, Gołuchów i Pleszew

Po reformie administracyjnej obowiązującej od 1 czerwca 1975 roku terytorium zniesionego powiatu pleszewskiego włączono do nowo utworzonego województwa kaliskiego.
2 lipca 1976 roku do gminy Gołuchów przyłączono część obszaru zniesionej gminy Dobrzec (sołectwa Borczysko oraz Kościelna Wieś Pierwsza i Druga). 1 grudnia 1979 roku do Pleszewa włączono część obszaru wsi Nowa Wieś z gminy Pleszew. 1 stycznia 1996 roku do gminy Gołuchów przyłączono wieś Cieśle z gminy Pleszew.
Wraz z reformą administracyjną z 1999 roku przywrócono w województwie wielkopolskim powiat pleszewski o kształcie i podziale administracyjnym identycznych do tych z 1975 roku (jedynie miasto i gmina Pleszew zostały połączone 1 stycznia 1992 roku we wspólną gminę miejsko-wiejską Pleszew).

## Starostowie od 1999
- Edward Kubisz (1999–2002)[14]
- Michał Karalus z PSL (2002–2014)
- Maciej Wasielewski z PSL (od 2014)[15]

## Demografia

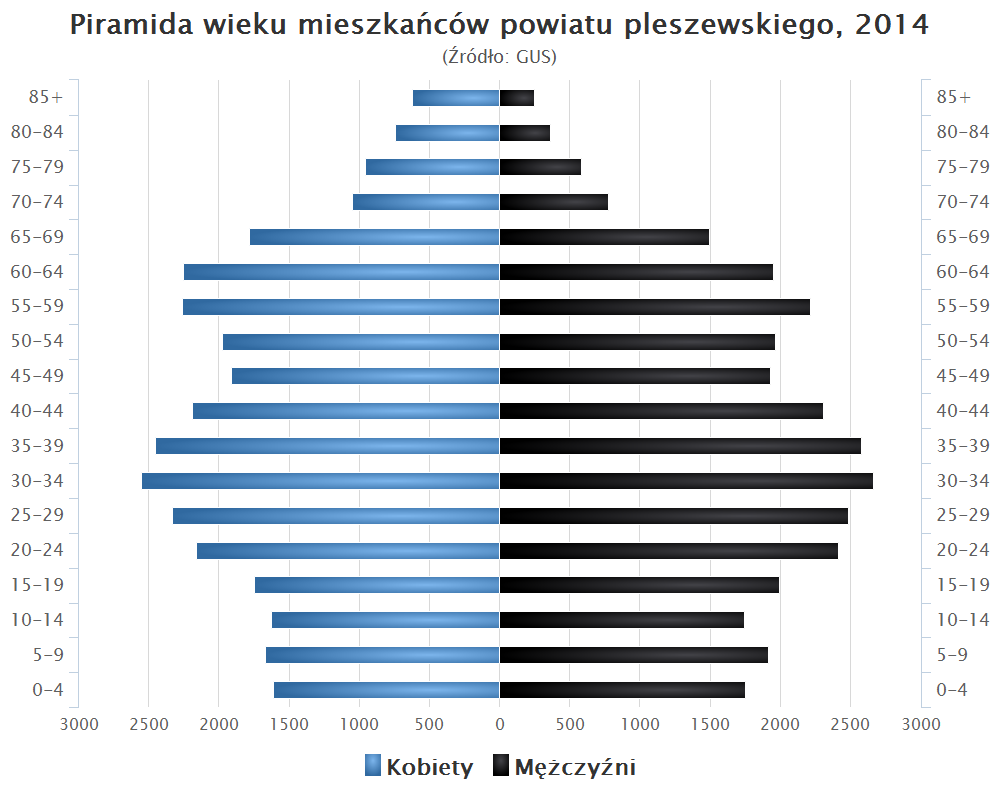
Piramida wieku mieszkańców powiatu pleszewskiego w 2014 roku

## Demografia[potrzebnyprzypis]
Liczba ludności (dane z 30 czerwca 2019):
|        | Ogółem | Ogółem | Kobiety | Kobiety | Mężczyźni | Mężczyźni |
| osób   | %      | osób   | %       | osób    | %         |           |
| ------ | ------ | ------ | ------- | ------- | --------- | --------- |
| Ogółem | 63 121 | 100    | 31 845  | 50,45   | 31 276    | 49,55     |
| Miasto | 22 217 | 35,20  | 11 422  | 18,10   | 10 795    | 17,10     |
| Wieś   | 40 904 | 64,80  | 20 423  | 32,36   | 20 481    | 32,45     |

▶Wieś vs ▶miasto
Ogółem (▶k, ▶m)
Miasto (▶k, ▶m)
Wieś (▶k, ▶m)

## Gospodarka
W końcu września 2019 liczba zarejestrowanych bezrobotnych w powiecie pleszewskim obejmowała ok. 0,9 tys. mieszkańców, co stanowi stopę bezrobocia na poziomie 3,5% do aktywnych zawodowo.

## Sąsiednie powiaty
- Kalisz (miasto na prawach powiatu)
- jarociński
- wrzesiński
- słupecki
- koniński
- kaliski
- ostrowski
- krotoszyński